# Való Világ (Węgry)
Való Világ – program telewizyjny typu reality show, stworzony na Węgrzech.
Na Węgrzech odbyły się trzy edycje na antenie telewizji RTL Klub.
Való Világ stał się najbardziej popularnym węgierskim programem typu reality show. Show było emitowane w tym samym czasie co Big Brother. W 2002 roku zanotowano największą widownię. Oglądalność tego programu wynosiła 1,75 mln widzów dziennie, a w przypadku Big Brother 2 rejestrowano tylko 800 tys. widzów. Trzeci sezon, który był absolutnym sukcesem z 2,06 mln widzów dziennie.

## 1. Edycja
Start: 11 września 2002

Finał: 22 grudnia 2002

### Uczestnicy
| Imię     | Płeć      | Wiek | Miejscowość    | Stan        |
| -------- | --------- | ---- | -------------- | ----------- |
| Szabolcs | mężczyzna | 27   | Békéscsaba     | zwycięzca   |
| Majka    | mężczyzna | 23   | Ózd            | 2 miejsce   |
| Oki      | mężczyzna | 34   | Mezőtúr        | 3 miejsce   |
| Hajni    | kobieta   | 25   | Budapeszt      | eksmitowana |
| Lorenzo  | mężczyzna | 30   | Debreczyn      | eksmitowany |
| Nóri     | kobieta   | 20   | Barcs          | eksmitowana |
| Ági      | kobieta   | 21   | Székesfehérvár | eksmitowana |
| Leslie   | mężczyzna | 26   | Kiskunlacháza  | eksmitowany |
| Györgyi  | kobieta   | 29   | Budapeszt      | eksmitowana |

## 2. Edycja
Start: 1 stycznia 2003

Finał: 31 maja 2003

### Uczestnicy
| Imię      | Płeć      | Wiek | Miejscowość     | Stan        |
| --------- | --------- | ---- | --------------- | ----------- |
| Laci      | mężczyzna | 31   | Ózd             | zwycięzca   |
| Anikó     | kobieta   | 27   | Pomáz           | 2 miejsce   |
| Péter     | mężczyzna | 24   | Budapeszt       | 3 miejsce   |
| Csöpke    | kobieta   | 24   | Abony           | eksmitowana |
| Solya     | kobieta   | 21   | Budapeszt       | eksmitowana |
| Elvis     | mężczyzna | 28   | Budapeszt       | eksmitowany |
| Gábor     | mężczyzna | 27   | Budapeszt       | eksmitowany |
| Mónika    | kobieta   | 22   | Budapeszt       | eksmitowana |
| Zsolti    | mężczyzna | 28   | Budapeszt       | eksmitowany |
| Sziszi    | kobieta   | 27   | Mosonmagyaróvár | eksmitowany |
| Rita      | kobieta   | 27   | Debreczyn       | eksmitowana |
| Kismocsok | kobieta   | 25   | Polgárdi        | eksmitowana |
| Béka      | mężczyzna | 30   | Kecskemét       | eksmitowany |

## 3. Edycja
Start: 28 grudnia 2003

Finał: 4 czerwca 2004

### Uczestnicy
| Imię     | Płeć      | Wiek | Miejscowość       | Stan        |
| -------- | --------- | ---- | ----------------- | ----------- |
| Milo     | mężczyzna | 18   | Deszk             | zwycięzca   |
| Leo      | mężczyzna | 28   | Budapeszt         | 2 miejsce   |
| Katka    | kobieta   | 21   | Cegléd            | 3 miejsce   |
| Pandora  | kobieta   | 21   | Budapeszt         | eksmitowana |
| Tommyboy | mężczyzna | 28   | Budapeszt         | eksmitowany |
| Segal    | mężczyzna | 29   | Miszkolc          | eksmitowany |
| Szilvi   | kobieta   | 24   | Budapeszt         | eksmitowana |
| Frenki   | mężczyzna | 29   | Budapeszt         | eksmitowany |
| Ágica    | kobieta   | 28   | Miszkolc          | eksmitowana |
| Marcsi   | kobieta   | 21   | Štúrovo, Słowacja | eksmitowana |
| Csaba    | mężczyzna | 27   | Kozármisleny      | eksmitowany |
| Indián   | mężczyzna | 35   | Budapeszt         | eksmitowany |
| Anett    | kobieta   | 22   | Érd               | eksmitowana |
| Jenny    | kobieta   | 19   | Győr              | eksmitowana |

## 4. Edycja
Start: 28 listopada 2010

Finał: 2011